# 老乞大

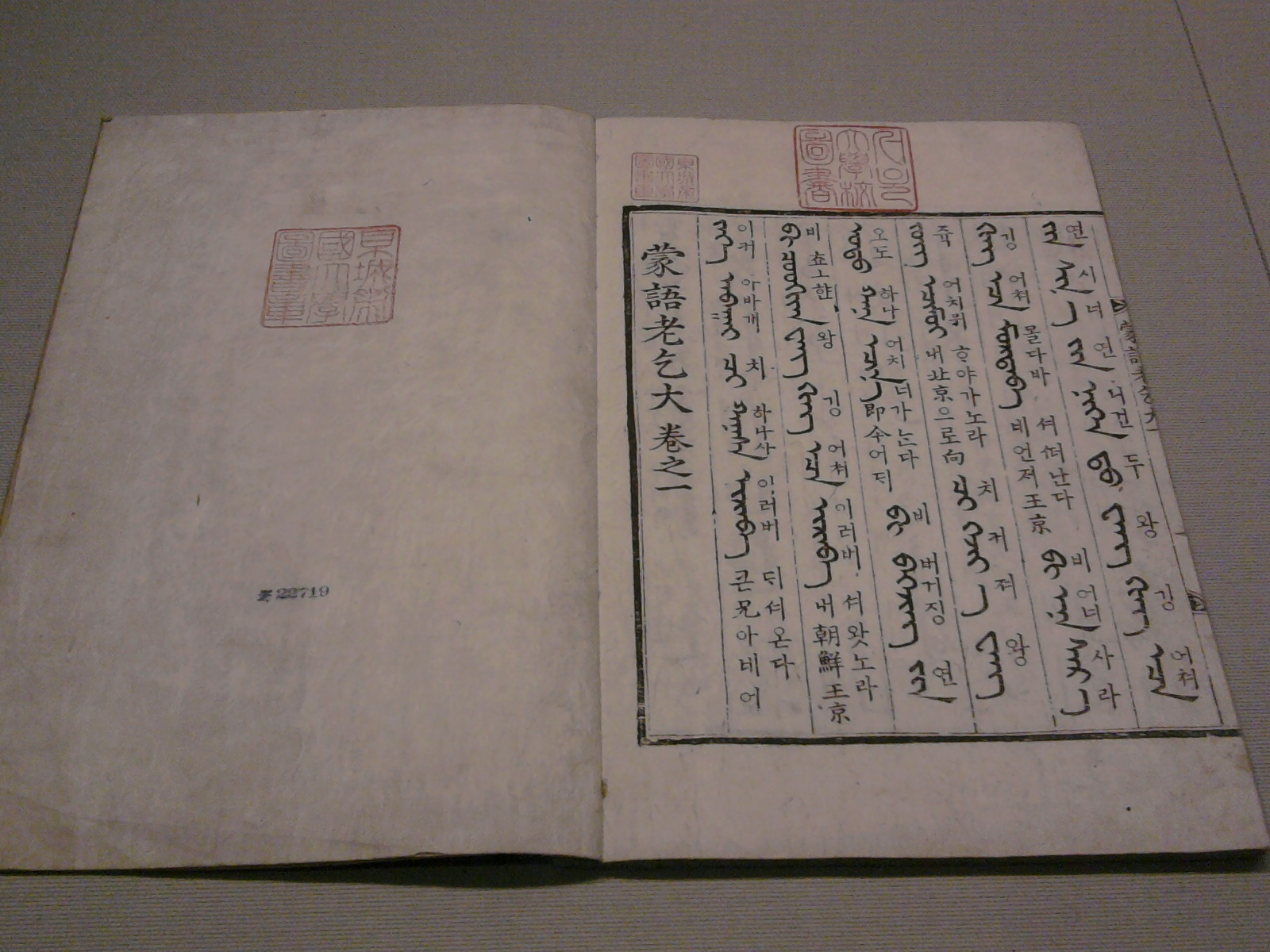
《蒙語老乞大讀本(諺文註譯)》

《老乞大》是專供朝鮮人學習漢語的課本。以官話為標準音編寫。成書於高麗時代（中國元末明初），後又有明改本、清改本等版本。「乞大」一词就是契丹的音转，是当时朝鲜人对汉人的称呼。
《老乞大》有幾個版本。初版《老乞大》（1346～1423年左右）只有汉语。崔世珍为《翻译老乞大》（1517年前几年）加上了朝鮮語翻译。后来又出现附上諺文注音的《老乞大諺解》（1670年）。最早的版本记载了元朝的辽东地区通行的汉语，之后多次修订，反应了元明清三代汉语的变化。也有把汉语部份翻译成其他语言，用来学习其他语言的书籍，如《蒙語老乞大》（蒙古語）《淸語老乞大》（滿語）等等。

## 发音
《老乞大諺解》与《重刊老乞大諺解》等版本中，用諺文对每个汉字注音，每句话后用。其中，每个汉字下面有两种注音。右边的音，或是「右音」接近北方口语发音。而左音一般认为是一种「正音」。姜松子认为，初期版本的左音是朝鲜韵书《洪武正韻譯訓》中的俗音，而后来的版本中修订为正音。这使得左音更加接近朝廷与南方的口语。

## 内容
以下為老乞大開頭段落。

大哥你從那裏來

我從高麗王京來

如今那裏去

我往北京去

你幾時離了王京

我這月初日離了王京

……

以对话的形式，描写了一个朝鲜人商人到北京去经商的过程。